# Nunkurus
Nunkurus is een bestuurslaag in het regentschap Kupang van de provincie Oost-Nusa Tenggara, Indonesië. Nunkurus telt 2420 inwoners (volkstelling 2010).